# Hel (Stadt)
Hel [ˈxɛl] (deutsch Hela; kaschubisch Hél) ist eine Hafenstadt an der Ostsee im Powiat Pucki (Putziger Kreis) der polnischen Woiwodschaft Pommern.

## Geographische Lage
Die Stadt liegt im Pommerellen, an der Spitze der Halbinsel Hel (Halbinsel Hela, auch Putziger Nehrung), die 36 Kilometer lang vom Festland südöstlich in die Danziger Bucht hineinragt und dabei die Zatoka Pucka (Putziger Wiek) bildet. Die Halbinsel Hel ist nicht über drei Kilometer und an der schmalsten Stelle nur 400 Meter breit und wird meerwärts durch eine dreifache, bis 25 Meter hohe Dünenkette vor den Wellen der Ostsee geschützt. Der Ort Hel befindet sich auf einer inselförmigen Verbreiterung an der Spitze der Halbinsel und ist auf dem Seeweg etwa 25 Kilometer nordöstlich von Danzig entfernt.

## Geschichte

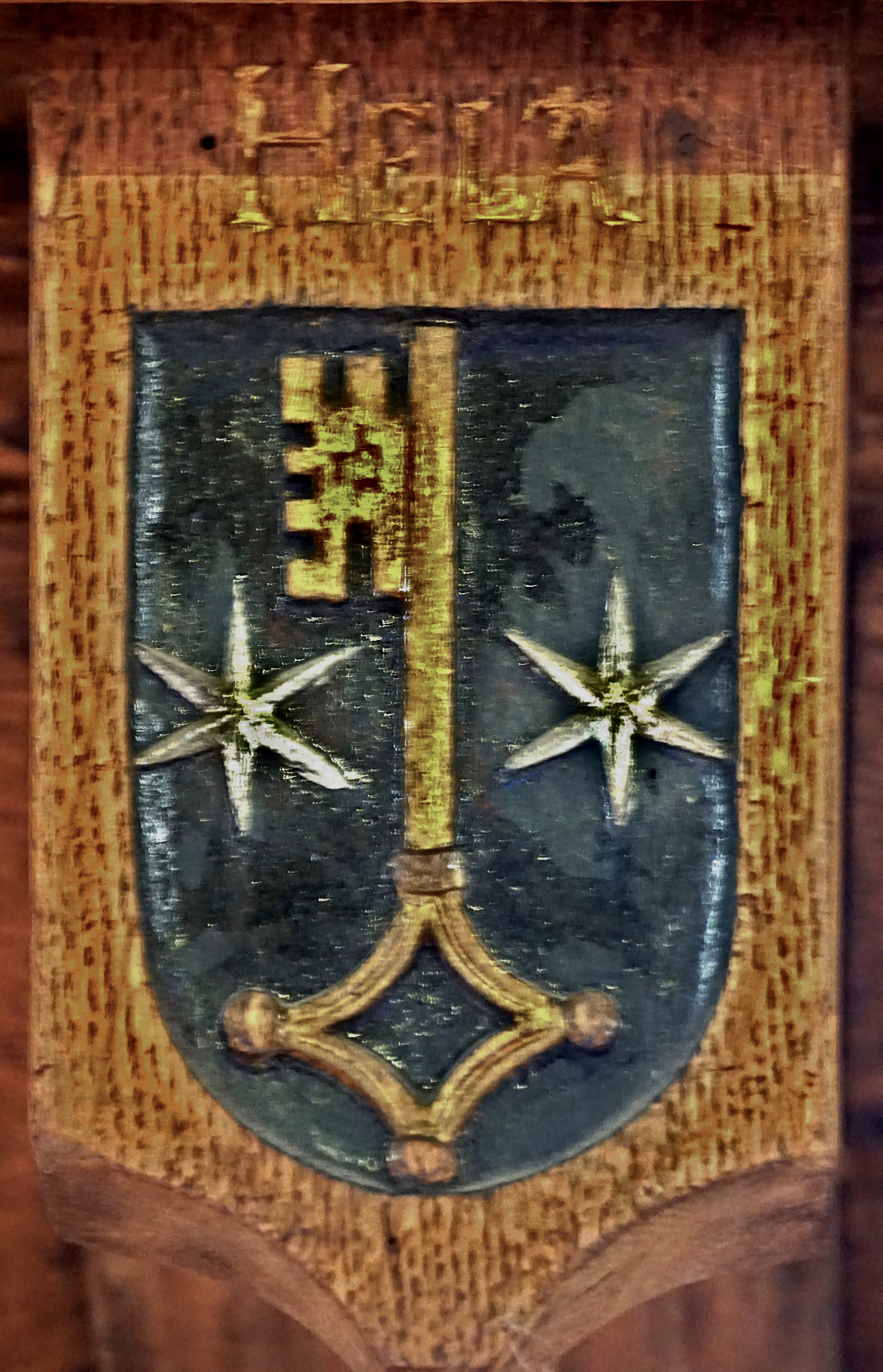
Wappen von Hela im Plenarsaal des altstädtischen Rathauses in Danzig

Der Name Hel/Hela, dessen Bedeutung nicht geklärt ist, ist skandinavischen Ursprungs. Die Ortschaft ist älter als 700 Jahre. Vom 13. bis zum 16. Jahrhundert bestanden in unmittelbarer Nachbarschaft zueinander die beiden Orte Alt-Hela und Neu-Hela. Alt-Hela befand sich etwa zwei Kilometer nordwestlich der heutigen Stadt. Die heutige Stadt geht auf die mittelalterliche Ortschaft Neu-Hela zurück, die vermutlich im 13. Jahrhundert von Lübecker Kaufleuten als Kaufmannssiedlung gegründet wurde. 1309 kam die Stadt Hela zusammen mit Pommerellen durch den Vertrag von Soldin an den Deutschordensstaat Preußen.
Im Jahr 1351 stifteten wohlhabende Bürger der Stadt die Katharinenbruderschaft, eine Kaufmannsgilde, deren Zielsetzung das Seelenheil und die Sozialfürsorge waren. Die dreizehn Gründungsmitglieder waren der Vogt und folgende zwölf Bürger:
1. Hans von Rudyn
2. Jacob Czudener
3. Hannß von der WedemeGroßes Ratssiegel der Stadt Hela von 1414. Dargestellt  ist der Apostel Petrus, mit der Rechten den Himmelsschlüssel hochhaltend, und in der Linken eine Märtyrerkrone, mit der Umschrift S CONSVLIS TERRA HELENSIS (das Kürzel S steht für lat. sigillum = Siegel)[5][6]
4. Lutke Wolter
5. Tydeke Hagemeister
6. Hannß Obetyn
7. Lodewig von dem Brincke
8. Tydemann Striperog
9. Peter von Koningisberk
10. Claus Eyst
11. Johannes Witte
12. Kunke Molde

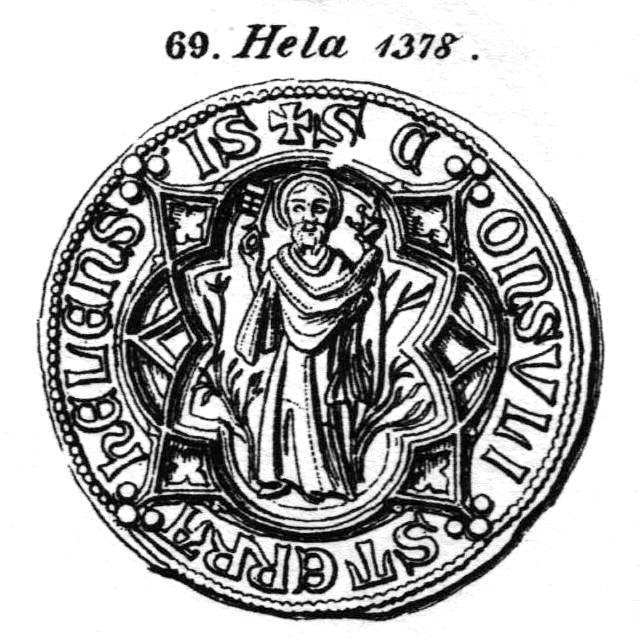
Großes Ratssiegel der Stadt Hela von 1414. Dargestellt ist der Apostel Petrus, mit der Rechten den Himmelsschlüssel hochhaltend, und in der Linken eine Märtyrerkrone, mit der Umschrift S CONSVLIS TERRA HELENSIS (das Kürzel S steht für lat. sigillum = Siegel)

Die Katharinengilde existierte möglicherweise noch im 19. Jahrhundert.
Mit einer Urkunde vom 17. August 1378 bestätigte Winrich von Kniprode, damals Hochmeister des Deutschen Ordens auf der Marienburg, Heyle Stadtrecht, und zwar zu lübischem Recht. 1440 unterzeichnete der Magistrat den Bundesbrief des Preußischen Bunds. Aus einem 1430 angelegten Ratsbuch geht hervor, dass die Stadt um 1470 über ein Hospital verfügte.
Als Hela 1453 in den Besitz der Stadt Danzig überging, wurde der bis dahin freie Handel der Helenser unterbunden. 1525 schloss sich der Magistrat der Reformation an.
In der zweiten Hälfte des 16. Jahrhunderts wurde Hela durch den Ersten Nordischen Krieg in Mitleidenschaft gezogen. 1572 brannte Alt-Hela vermutlich ganz ab und wurde nicht mehr aufgebaut.  Die Ruinen von Alt-Hela lagen zwei Kilometer nordwestlich vom Ort, sind heute aber nicht mehr auffindbar. Im März 1577 wurde Hela vom polnischen Oberst Ernst von Weiher überfallen und gezwungen, dem polnischen König Stephan zu huldigen. Auch im 17. Jahrhundert geriet Hela verschiedentlich in Bedrängnis. So erschien im September 1626 der schwedische Admiral Carl Carlsson Gyllenhielm mit einer Kriegsflotte vor Hela und verlangte vom Magistrat, den Untertaneneid für Gustav Adolf zu leisten.
In der Dritten Polnischen Teilung und der damit einhergehenden Wiedervereinigung der Region mit Preußen kam Hela mit der Stadt Danzig 1793 an das Königreich Preußen und wurde dessen kleinste Stadtgemeinde.
Im Jahr 1872 verlor die Ortschaft ihre Stadtrechte. Das Gebäude, in dem sich heute das Fischereimuseum befindet, ist die ehemalige Sankt-Peter-und-Paul-Kirche, ein im Stil der Backsteingotik errichteter mittelalterlicher Kirchenbau. Im letzten Viertel des 19. Jahrhunderts kaufte das Danziger Unternehmen Weichsel AG an der Südspitze der Halbinsel Bauplätze auf und eröffnete 1899 ein Kurhaus. Um die Wende zum 20. Jahrhundert hatte Hela eine evangelische Kirche, eine Oberförsterei, ein Seebad und eine Rettungsstation für Schiffbrüchige, außerdem entstand ein neuer Fischereihafen, ein Projekt des Oberbaudirektors der preußischen Wasserbauverwaltung in Berlin Ernst Nathaniel Kummer (1847–1923). Der Hafen hatte auch eine Anlegestelle für größere Schiffe.

Bis 1920 gehörte Hela zum Landkreis Putzig im Regierungsbezirk Danzig der Provinz Westpreußen. Nach dem Ersten Weltkrieg legte der Versailler Vertrag fest, dass die Halbinsel Hela als Teil des Polnischen Korridors an Polen abgetreten werden musste.
Polen machte 1928 Hel zu einem Militärhafen und erklärte die gesamte Halbinsel 1936 zur befestigten Region.
Im Dezember 1937 wurden 160 seit Generationen hier lebende Fischerfamilien (insgesamt über 600 Menschen), die überwiegend Deutsch sprachen und protestantisch waren, mit einer 24-Stunden-Frist aus dem Korridorgebiet ausgewiesen. Rechtsgrundlage für die Ausweisung war eine Verordnung des polnischen Staatspräsidenten Ignacy Mościcki vom 23. Dezember 1927, die am 22. Januar 1937 veröffentlicht wurde, das sogenannte Grenzzonengesetz.
Am 1. September 1939 begann die Wehrmacht den Überfall auf Polen. Am 3. September 1939 bombardierten Sturzkampfbomber der Luftwaffe die im Hafen von Hel liegenden polnischen Kriegsschiffe (darunter Gryf und Wicher) und vernichteten sie.
Die Wehrmacht belagerte die Halbinsel Hel;  am 2. Oktober kapitulierten die dortigen polnischen Streitkräfte. 1939 wurde Hel völkerrechtswidrig ins Deutsche Reich eingegliedert als Teil des Landkreises Putzig im Regierungsbezirk Danzig, Reichsgau Danzig-Westpreußen  1940 kehrten die Helenser – mundartlich auch Helschen genannt – wieder in ihre Häuser zurück. Viele von ihnen flüchteten gegen Ende des Zweiten Weltkriegs im Frühjahr 1945 vor der heranrückenden Sowjetarmee.
Bekannt wurde der Ort durch die Flüchtlingsströme am Ende des Zweiten Weltkriegs. Als wichtiger Anlaufhafen für Transportschiffe bis zuletzt hart umkämpft, kapitulierten die letzten Reste der Wehrmacht hier am 14. Mai 1945 (?) vor den Truppen der Roten Armee. Bald nach der Besetzung durch die Rote Armee wurde die Ortschaft seitens der sowjetischen Besatzungsmacht der Volksrepublik Polen zur Verwaltung überlassen. Soweit deutsche Helenser nicht geflohen waren, wurden sie in der folgenden Zeit von der polnischen Administration aus der Halbinsel und der Region vertrieben.
Als Ferienort erlebt Hel seit 1990 (Revolutionen von 1989, Fall der Mauer und des Eisernen Vorhangs, Deutsche Wiedervereinigung) eine erneute Blüte. 2002 schloss Hel eine Städtepartnerschaft mit Hermeskeil in Deutschland.

### Demographie
| Jahr | Einwohner | Anmerkungen |
| ---- | --------- | --- |
| 1818 | 364       | Fischer-Städtchen; darunter 352 Lutheraner und zwölf Katholiken |
| 1831 | 382       | [ 9 ] |
| 1852 | 439       | Flecken |
| 1864 | 372       | am 1. Dezember, Gemeindebezirk |
| 1867 | 392       | am 3. Dezember, Kämmereidorf |
| 1871 | 425       | am 1. Dezember, Kämmereidorf, davon 415 Evangelische und zehn Katholiken |
| 1900 | 462       | [ 12 ] |
| 1905 | 604       | am 1. Dezember, Landgemeinde, davon 553 Evangelische (davon 552 mit deutscher Muttersprache) und 51 Katholiken (darunter elf mit deutscher Muttersprache und 38 mit polnischer Muttersprache) |
| 1910 | 603       | am 1. Dezember, davon 484 im Gemeindebezirk, darunter 476 mit deutscher Muttersprache (471 Evangelische, fünf Katholiken), zwei mit polnischer Muttersprache (Evangelische) und sechs mit kaschubischer Muttersprache (sämtlich Katholiken), sowie 119 im Gutsbezirk, darunter 114 mit deutscher Muttersprache (105 Evangelische, neun Katholiken) und fünf mit polnischer Muttersprache (Evangelische) |
| 1921 | 550       | [ 23 ] |

### Stadtwappen
Das große Ratssiegel, dessen Abdruck auf einem Dokument von 1414 erhalten ist, zeigt Apostel Petrus, wie er in seiner rechten den Schlüssel zum Himmelstor und in seiner Linken eine Märtyrerkrone hochhält. Das heutige Stadtwappen ging aus einem zweiten Ratssiegel, dem so genannten Sekretsiegel hervor und zeigt den Himmelsschlüssel und zwei sechsstrahlige Sterne.

## Verkehr
Trotz seiner exponierten Lage ist die Stadt über die Bahnstrecke Reda–Hel an das polnische Eisenbahnnetz angeschlossen. Personenzugverbindungen nach Gdynia gibt es stündlich, wobei auch alle anderen Züge von und nach Hel in Gdynia halten. In der Sommersaison gibt es darüber hinaus Verbindungen in andere polnische Großstädte, darunter Warschau, Łódź und Krakau.

## Sehenswürdigkeiten
- Ehemalige St.-Peter-und-Paul-Kirche, heute Fischereimuseum
- Leuchtturm
- Robbenstation der Universität Danzig
- Hafen
- Museum der Küstenverteidigung

## Galerie

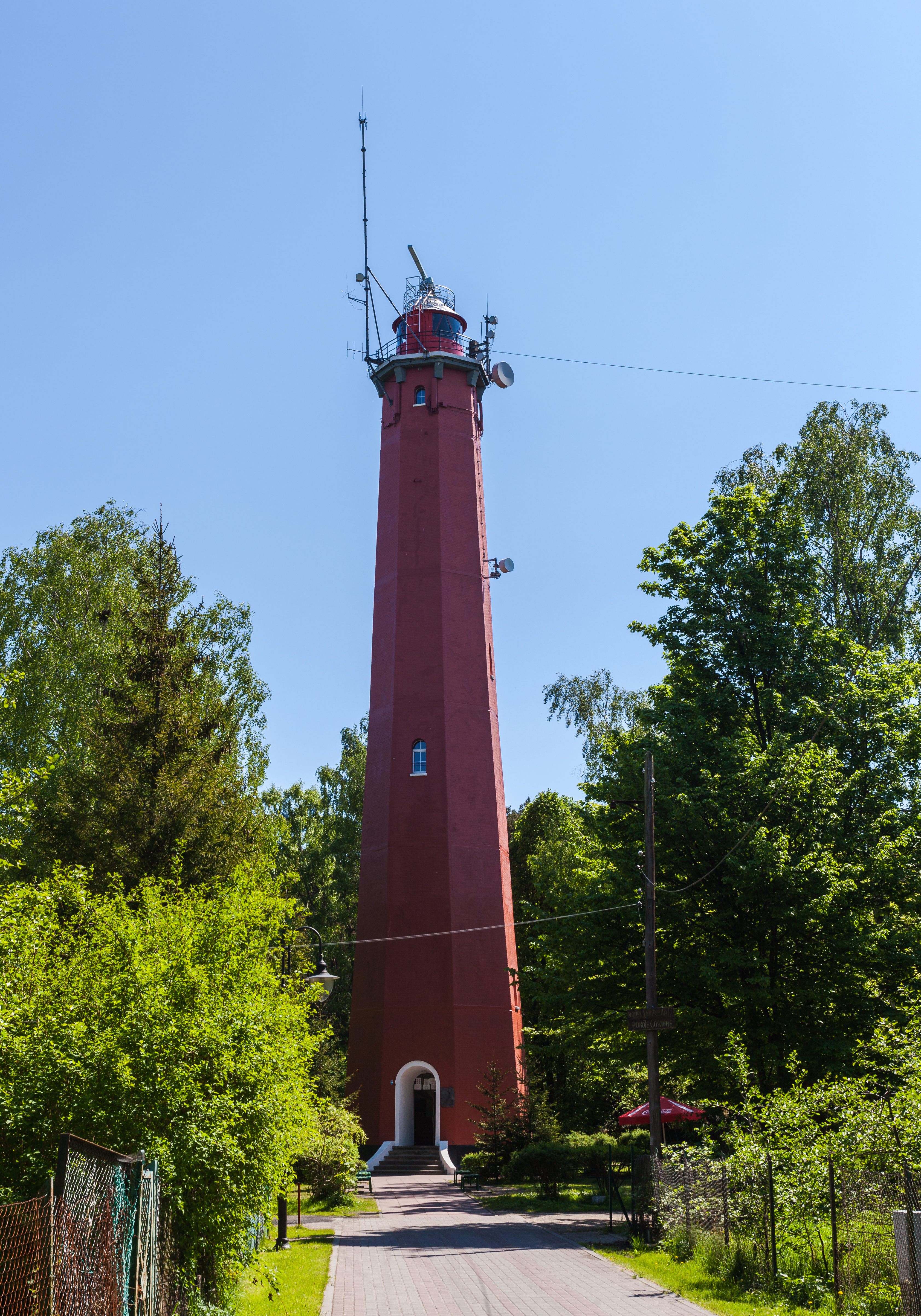
Leuchtturm
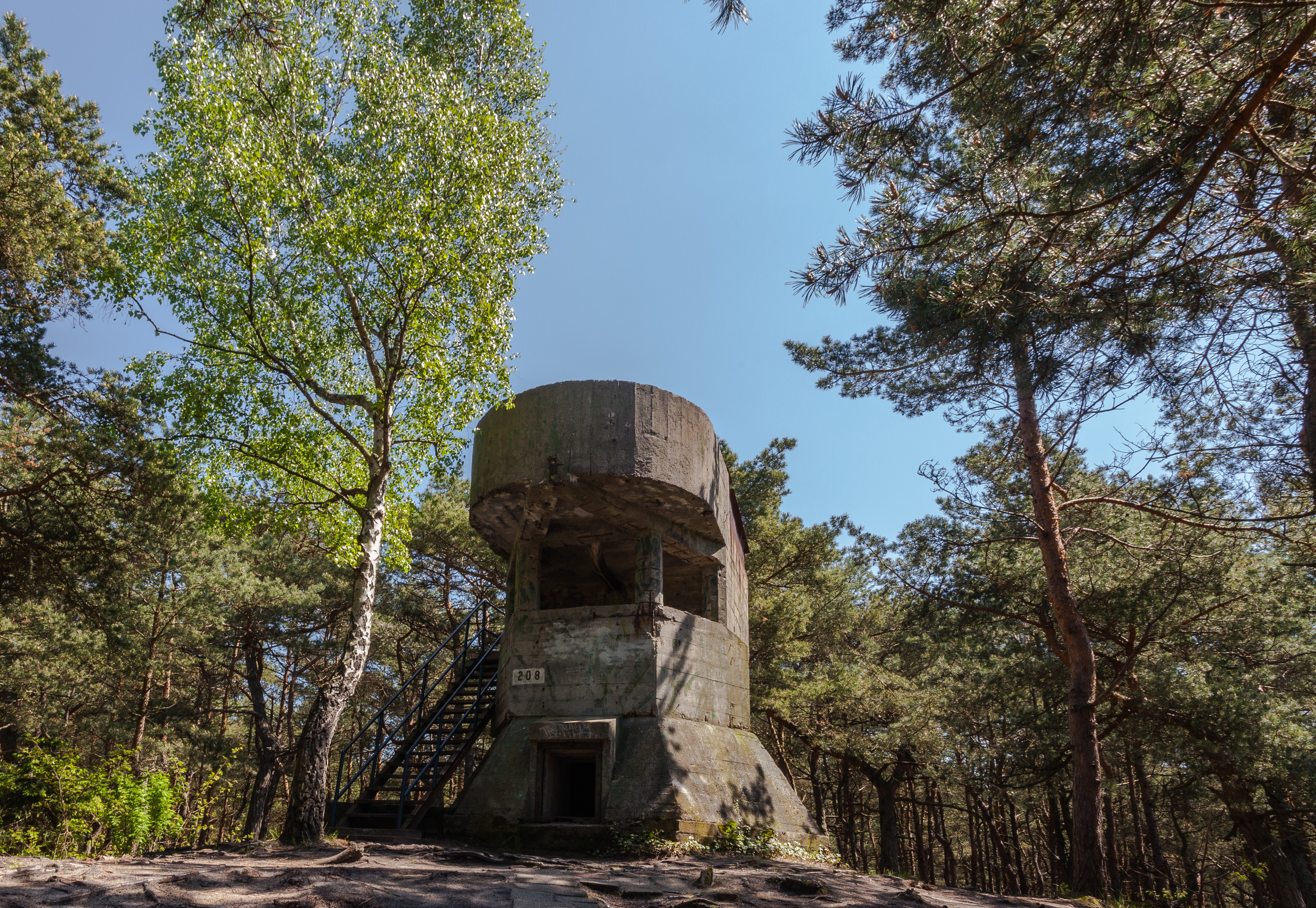
Feuerleitturm
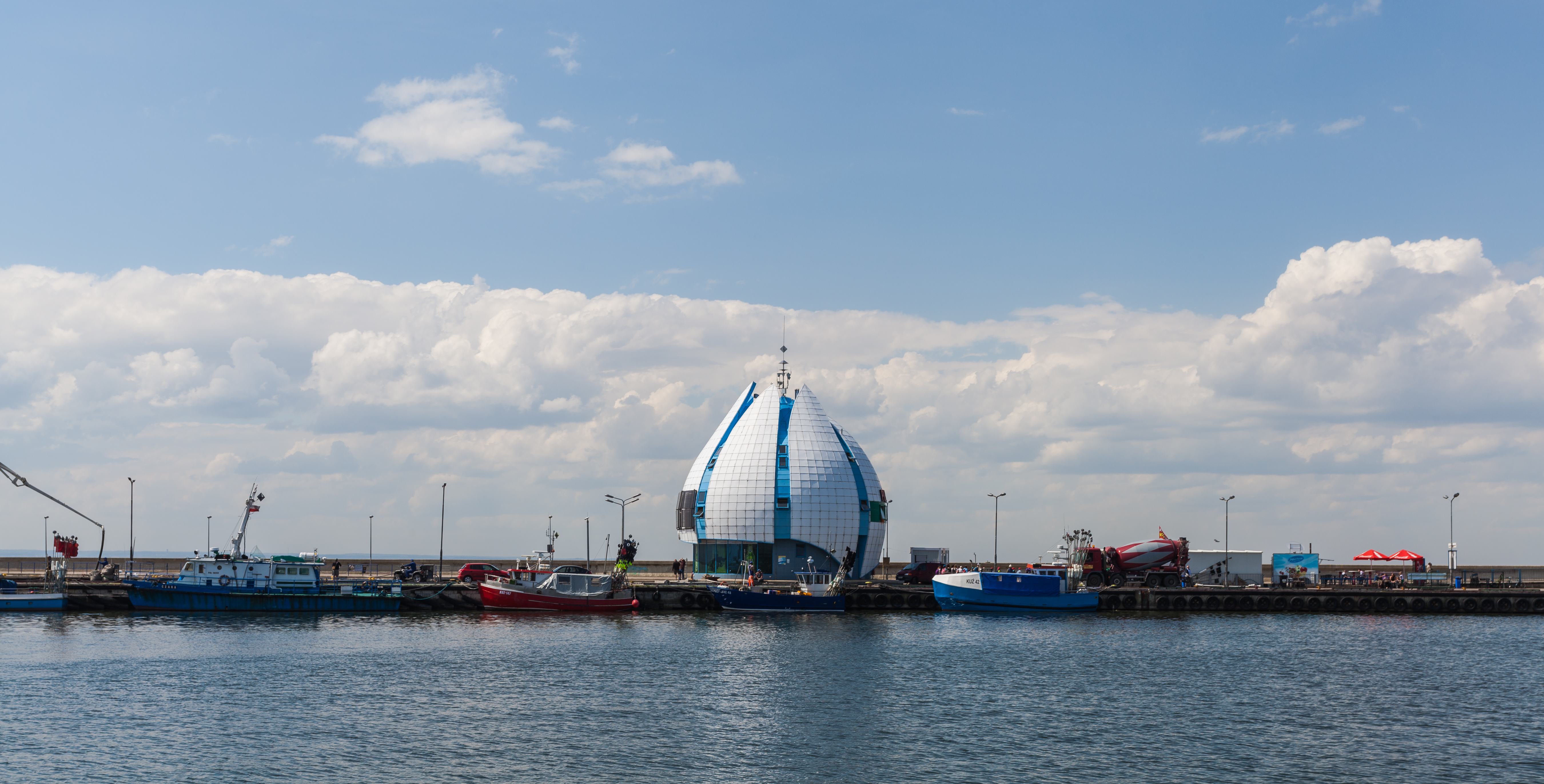
Hafen von Hel
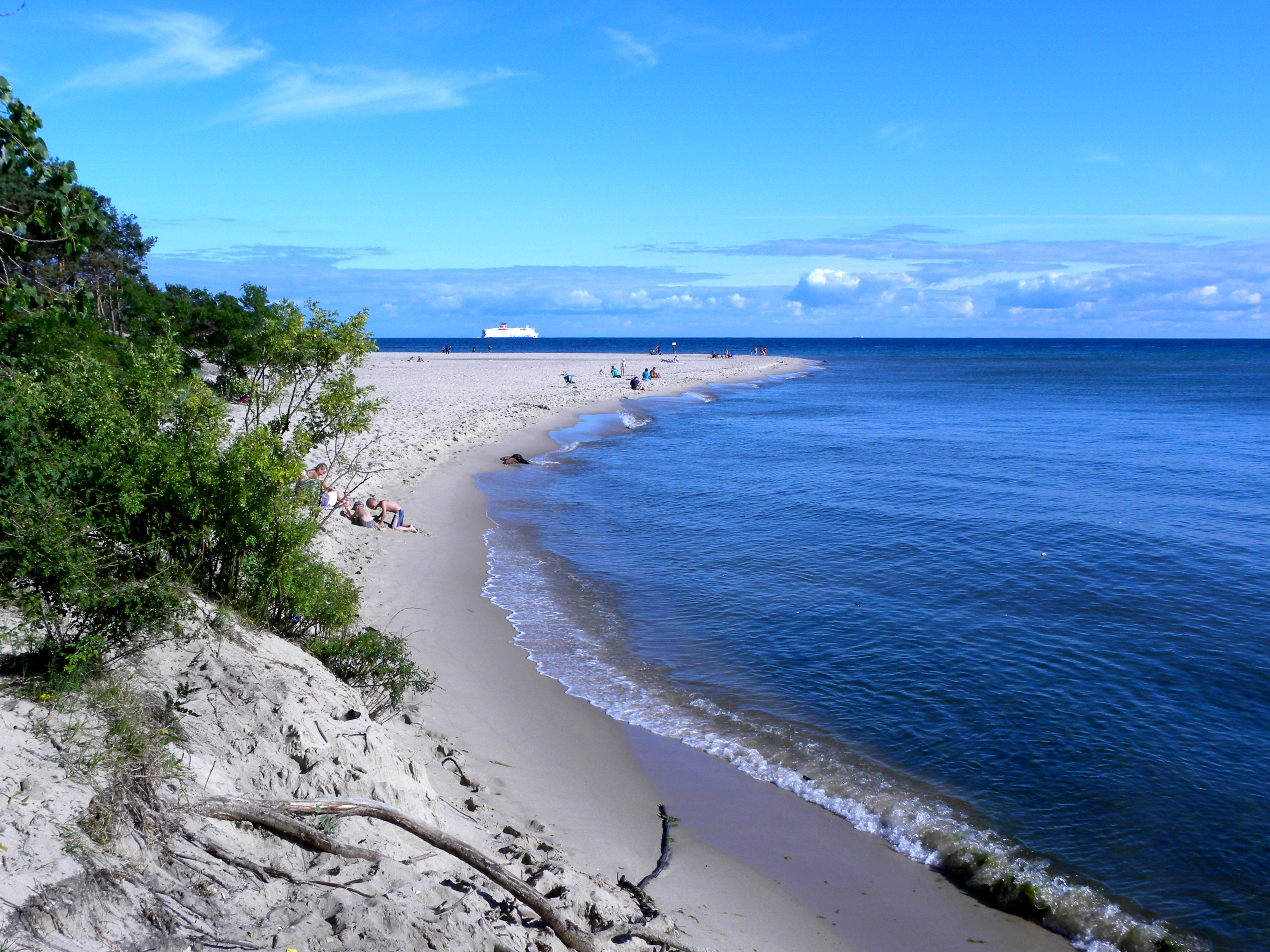
Strand
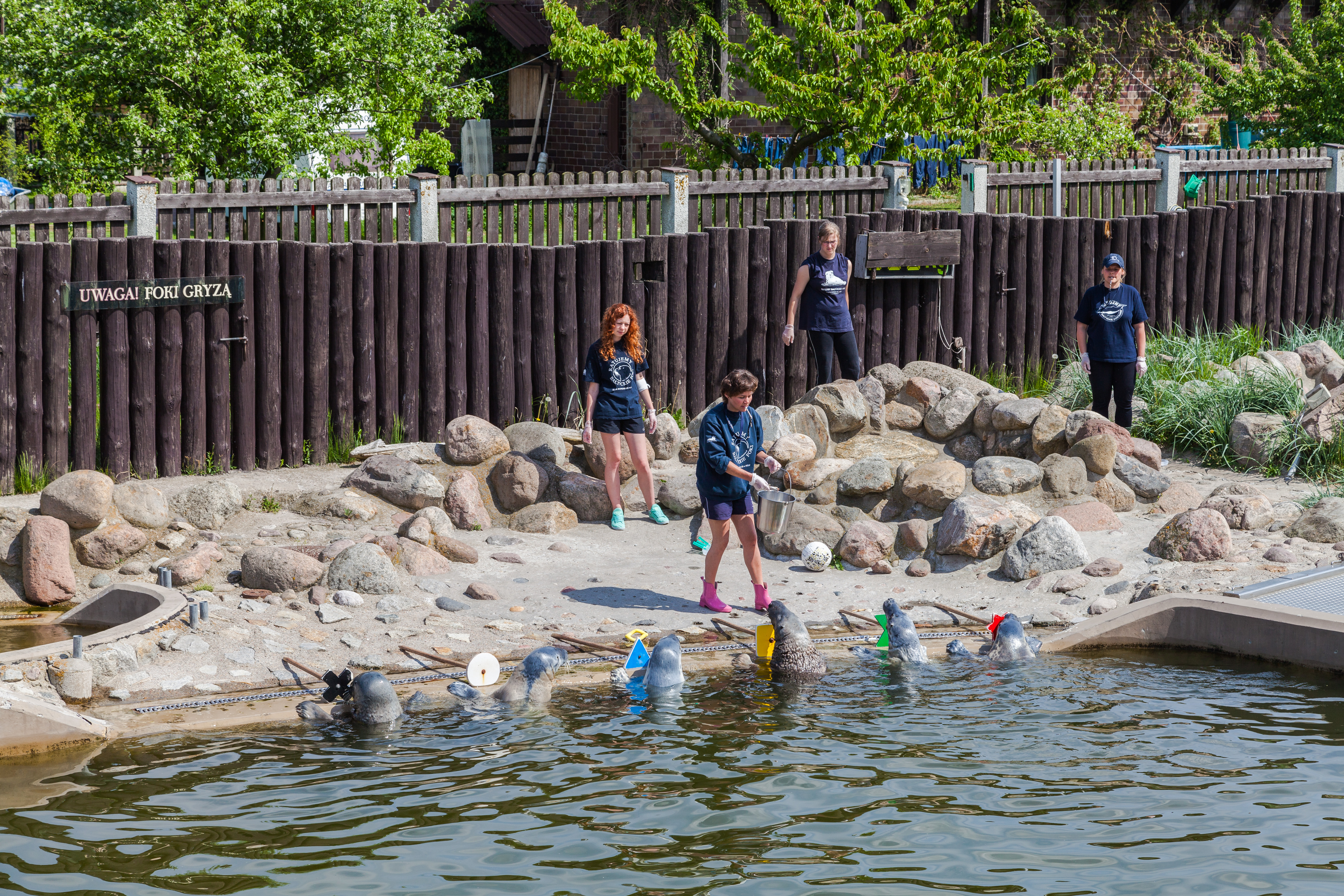
Robbenstation
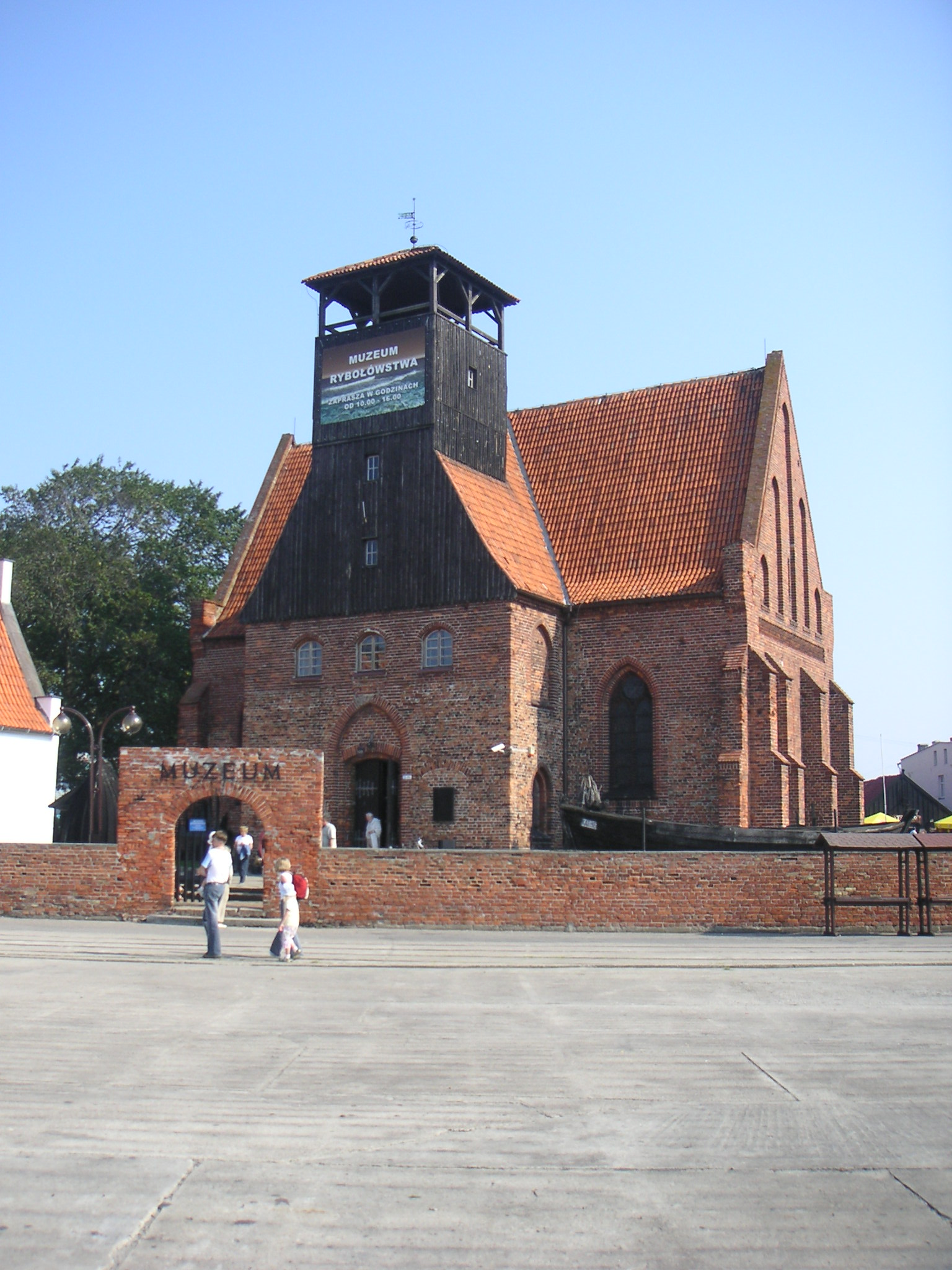
Ehemalige St.-Peter-und-Paul-Kirche, heute Fischereimuseum